# Restriktivni sporazumi
Restriktivni sporazumi su sporazumi između učesnika na tržištu koji imaju za cilj ili posledicu značajno ograničavanje, narušavanje ili sprečavanje, konkurencije na teritoriji Republike Srbije.

## Pojam
Restriktivni sporazumi mogu biti ugovori, pojedine odredbe ugovora, izričiti ili prećutni dogovori, usaglašene prakse, kao i odluke oblika udruživanja učesnika na tržištu, a kojima se naročito:
1. neposredno ili posredno utvrđuju kupovne ili prodajne cene ili drugi uslovi trgovine;
2. ograničava i kontroliše proizvodnja, tržište, tehnički razvoj ili investicije;
3. primenjuju nejednaki uslovi poslovanja na iste poslove u odnosu na različite učesnike na tržištu, čime se učesnici na tržištu dovode u nepovoljniji položaj u odnosu na konkurente;
4. uslovljava zaključivanje ugovora ili sporazuma prihvatanjem dodatnih obaveza koje s obzirom na svoju prirodu i trgovačke običaje i praksu nisu u vezi sa predmetom sporazuma;
5. dele tržišta ili izvori nabavki.

U skladu sa tim pojam restriktivnih sporazuma uvodi i objašnjava Zakon o zaštiti konkurencije.
Postoje horizontalni (isti nivo lanca proizvodnje/distribucije) i vertikalni (različit nivo lanca proizvodnje/distribucije) sporazumi.
Restriktivni sporazumi zabranjeni su i ništavi, osim u slučajevima izuzeća od zabrane u skladu sa ovim zakonom.

## Izuzimanje od zabrane restriktivnih sporazuma
Uslovi za izuzimanje od zabrane restriktivnih sporazuma: ukoliko doprinose unapređenju proizvodnje i prometa, odnosno podsticanju tehničkog ili ekonomskog napretka, a potrošačima obezbeđuju pravičan deo koristi pod uslovom da ne nameću učesnicima na tržištu ograničenja koja nisu neophodna za postizanje cilja sporazuma, odnosno da ne isključuju konkurenciju na relevantnom tržištu ili njegovom bitnom delu.

## Sporazumi manjeg značaja
Sporazumi manjeg značaja su sporazumi između učesnika na tržištu čiji ukupni tržišni udeo na relevantnom tržištu proizvoda i usluga na teritoriji Republike Srbije, nije veći od:
1. 10% tržišnog udela, ukoliko učesnici u sporazumu posluju na istom nivou lanca proizvodnje i prometa (horizontalni sporazumi);
2. 15% tržišnog udela, ukoliko učesnici u sporazumu posluju na različitom nivou lanca proizvodnje i prometa (vertikalni sporazumi);
3. 10% tržišnog udela, ukoliko sporazum ima karakteristike i horizontalnih i vertikalnih sporazuma ili gde je teško odrediti da li je sporazum vertikalan ili horizontalan;
4. 30% tržišnog udela, ukoliko se radi o sporazumima sa sličnim uticajem na tržište zaključenim između različitih učesnika, ako pojedinačni tržišni udeo svakog od njih ne prelazi 5% na svakom pojedinačnom tržištu na kome se ispoljavaju efekti sporazuma.

Sporazumi manjeg značaja su dozvoljeni, osim ako je cilj horizontalnog sporazuma određivanje cena ili ograničavanje proizvodnje ili prodaje, odnosno podela tržišta snabdevanja, kao i ako je cilj vertikalnog sporazuma određivanje cene, odnosno podele tržišta.

## Literatura
- Zakon o zaštiti konkurencije - Sl. glasnik RS, br. 51/2009
- Drakulić M, Osnovi Poslovnog prava, Beograd, FON, 2001